# سرهنگ (فیلم ۱۹۱۷)
«سرهنگ» (مجاری: Az Ezredes) یک فیلم به کارگردانی مایکل کورتیز است که در سال ۱۹۱۷ منتشر شد. از بازیگران آن می‌توان به بلا لاگوسی اشاره کرد.